# Pitkäletto (ö, lat 65,61, long 25,01)
Pitkäletto är en ö i Finland. Den ligger i Bottenviken och i kommunen Simo i den ekonomiska regionen  Kemi-Torneå i landskapet Lappland, i den norra delen av landet. Ön ligger omkring 100 kilometer söder om Rovaniemi och omkring 610 kilometer norr om Helsingfors.
Öns area är 11,5 hektar och dess största längd är 0,7 kilometer i nord-sydlig riktning.